# Абага (Амгинський улус)
Абага (рос. Абага)  — село Амгинського улусу Республіки Саха Росії.  Адміністративний центр Абагинського наслегу.

## Географія
Село Абага розташоване на західному березі річки Амга в двадцяти п'яти кілометрах на північний схід від центру улусу Амгі.

## Населення
У 1989 році населення села становило 1200 осіб. За даними перепису 2002 року в Абазі проживало 1187 осіб. На 2007 рік в селі нараховувалося — 1201, у 2010 році — 1192, у 2012 — 1153, 2013 — 1119, а 2014 — 1116 осіб.

## Економіка
У Абаці є оздоровчий центр, школа, магазини, річковий порт і кілька закладів культури.
Розвинене тваринництво (велика рогата худоба і коні). Вирощують картоплю як кормову культуру. Сільське господарство переважає в зайнятості і доходах села.